# 컬트 오브 처키
《컬트 오브 처키》(영어: Cult of Chucky)는 미국에서 제작된 돈 맨시니 감독의 2017년 초자연 슬래셔 영화이다. 《커스 오브 처키》(2013)의 속편이자 사탄의 인형 시리즈 일곱 번째 작품이다. 피오나 도리프, 앨릭스 빈센트, 브래드 도리프 등이 출연하였고, 오그던 거밴스키 등이 제작에 참여하였다.
이 영화는 2017년 1월 캐나다 매니토바주 위니펙에서 제작이 시작되었다. 2017년 8월 24일 런던 프라이트페스트 영화제에서 전 세계 최초로 상영되었으며, 10월 3일 유니버설 스튜디오 홈 엔터테인먼트를 통해 블루레이, DVD, 주문형 비디오로 바로 출시되었다.

## 줄거리
전편으로부터 4년 뒤. 성인 앤디는 처키의 잘린 머리통을 보관하며 내내 고문하는 중이다. 한편 하반신 마비인 전편 생존자 니카는 가족 살해의 책임이 자신에게 있고 찰스 리 레이의 영혼이 깃든 처키 인형은 그저 정신증이 조장한 망상의 발현이었다고 믿게 되었다.
폴리 박사는 니카가 범행을 인정하게 된 것을 성과의 지표로 해석하여 니카를 중간 보안 수준의 해러게이트 정신 병원으로 옮긴다. 니카는 이곳 집단 치료에서 해리성 정체성 장애를 앓는 맬컴, 자기 집을 태운 클레어, 갓난 아들을 질식사시킨 매들린, 자신이 죽었다고 믿는 앤절라 등을 만난다. 폴리는 노출 요법을 도입하겠다며 굿 가이 돌 인형 하나를 꺼낸다. 모두가 불편해하는 가운데 매들린만이 이 굿 가이 돌을 자기 아이의 대리로 삼는다.
니카에게 조카 앨리스의 법정 후견인 티퍼니 밸런타인이 찾아와 앨리스가 죽었다고 하고 앨리스의 선물이라며 처키의 영혼이 든 굿 가이 돌을 준다. 그날 밤 니카가 절망하여 손목을 그어 자살 시도를 하자 처키가 손목을 꼬맨 뒤 니카가 흘린 피에 "아직은 일러"라는 메시지를 남긴다. 깨어난 니카는 앤절라가 살해된 걸 알게 되고, 앤절라가 흘린 피웅덩이에 "처키 짓이야"라는 메시지가 남아있는 것을 보고 처키가 자신의 망상이 아니었음을 깨닫는다. 처키는 이어 클레어까지 죽인다.
해러게이트 관련 기사를 접한 앤디는 처키가 한 번에 여러 개체에 빙의할 수 있음을 깨닫는다. 폴리는 억눌린 기억을 해방시켜 주겠다면서 니카에게 최면을 걸고 평소처럼 성적 학대를 하려다가 처키에게 뒤통수를 맞지만 이를 니카의 짓으로 여긴다. 한편 맬컴이 스스로를 "찰스"라고 지칭하자 니카는 처키의 영혼이 맬컴에게 옮겨간 것이 아닌가 의심한다. 매들린은 굿 가이 돌을 베개로 짓누른 뒤 친자식을 죽인 여파를 직시하게 되고, 잡역부들은 매들린을 달래려고 굿 가이 돌을 땅에 묻는다. 앤디는 처키의 살육을 끝내고 니카를 구하기 위해 일부러 해러게이트 경비에게 상해를 입히고 이곳에 수용된다. 폴리 앞으로 누군가 보낸 짧은 머리의 굿 가이 돌이 새로 배달되면서 해러게이트 내에 존재하는 굿 가이 돌은 세 개로 늘어난다. 매들린은 무덤에서 돌아온 자신의 굿 가이 돌에게 살해된다.
폴리는 또 니카를 범하려다가 처키에게 당해 쓰러진다. 니카는 폴리가 집단 치료에서 소개했던 매들린의 굿 가이 돌뿐만 아니라 티퍼니가 자신에게 준 굿 가이 돌과 폴리가 받은 굿 가이 돌마저도 모두 처키의 영혼이 깃들어 살아있음을 알게 된다. 처키는 몇 년 전 인터넷에서 영혼을 여럿으로 쪼개 다중의 숙주에 들어가게 해주는 부두 주문을 발견했고, 앨리스도 이런 숙주들 중 하나였으나 처키가 살해하였던 것이다. 세 처키들은 니카가 보는 앞에서 간호사 칼로스를 살해하고, 같은 시각 해러게이트를 찾아온 티퍼니는 입구 경비를 살해한다. 처키 하나가 자신의 안에 든 영혼을 쪼개 니카의 몸에 집어 넣으면서 니카는 다시 걷게 된다. 니카/처키는 일전에 폴리가 줬던 하이힐을 신고 폴리의 머리를 밟아 죽인다. 한편 간호사 애슐리를 죽인 맬컴은 "찰스"가 그저 그의 여러 인격 중 하나일 뿐 처키는 아님을 시인한 뒤 매들린의 처키에게 살해된다.
짧은 머리 처키가 앤디를 공격하자 앤디는 이 처키의 가슴을 헤집어 숨겨 두었던 총을 꺼내며 자신이 해러게이트에 굿 가이 돌을 보냈던 이유가 이곳에 무기를 반입하기 위함이었음을 드러낸다. 앤디는 이 처키를 총으로 죽이지만 니카/처키가 나타나 그의 병실 문을 잠궈 그를 가두어 버린다. 니카/처키는 병원을 나와 티퍼니와 재회해 입을 맞추고, 티퍼니의 영혼 일부를 지닌 티퍼니 인형과 함께 차를 타고 달려 나간다.
쿠키 영상에서 앤디의 전 위탁 가정 누나 카일이 앤디의 부탁으로 앤디의 집에 와서 원조 처키의 잘린 머리통을 고문하기 시작한다.

## 출연진
- 피오나 도리프 - 니카 피어스 역
- 앨릭스 빈센트 - 앤디 바클리 역
- 브래드 도리프 - 처키 역 (목소리)
- 엘리자베스 로즌 - 매들린 역
- 그레이스 린 컹 - 클레어 역
- 머리나 스티븐슨 커 - 앤절라 역
- 잭 샌티아고 - 칼로스 간호사 역
- 앨리 태터린 - 애슐리 간호사 역
- 제니퍼 틸리 - 티퍼니 역
- 서머 H. 하월 - 앨리스 피어스 역
- 크리스틴 엘리스 - 카일 역

## 기타 제작진
- 배역: 카먼 코틱
- 미술: 크레이그 샌덜스
- 의상: 퍼트리샤 J. 헨더슨